# 英國電視學院獎
英國電視學院獎（英語：British Academy Television Awards），又称英国学院电视奖，是英國影藝學院每年定期頒發的一個獎項，類似於該學院的英國電影學院獎和美國的艾美獎。1950年開始策劃獎項內容，1955年開始正式轉播頒獎。

## 歷史
1955年開始正式頒獎，該屆共有6個獎項。直到1958年之前一直由電視製作人和導演協會頒發。1958年起，改由英國電影電視協會頒發，1976年後由英國電影和電視藝術學院頒發。

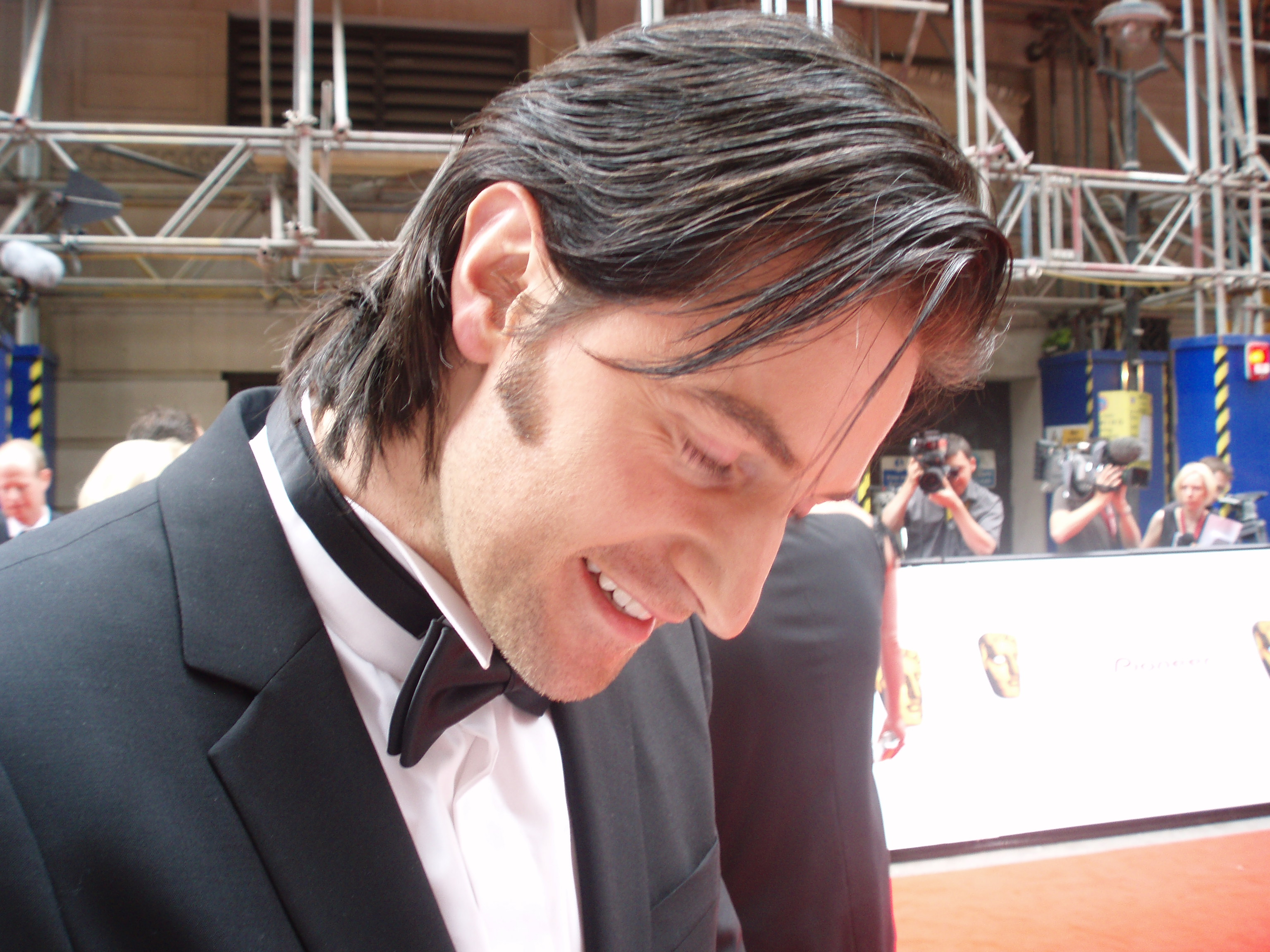
Richard Armitage 於2007年出席英國電視學院獎頒獎典禮

1968年到1997年，英國電影和電視藝術學院頒發的電影類獎項和電視獎獎項是在同一個儀式頒發的。1998年，為了使頒獎流程合理化，頒獎儀式分成了兩塊。電視的獎項通常在4月頒發，電視技術獎項則在另一個日期頒發。電視技術獎更側重於電視工業，如特殊效果、製片設計等。

### 1992年最佳連續劇獎之爭議
1992年的英國電視學院獎之最佳連續劇獎發生重大爭議事件。起因是當時最佳連續劇獎由頭號犯罪人擊敗GBH拿下，但是典禮結束後擁有表決權的7位評審團拿著公開聲明表示，他們投為GBH取勝。該屆英國電視學院獎主席並不多做回應，而英國影藝學院聲稱，評審提交給他們的投票決議單是頭號犯罪人四票，GBH得3票。後來英國影藝學院也並無對此事件再多做回應。

## 獎項
- 最佳男主角
- 最佳女主角
- 最佳男配角
- 最佳女配角
- 最佳喜劇（或最佳喜劇系列）
- 最佳劇集

頒給一齣戲有好幾集，但每一集的故事都是獨立的戲劇。
- 最佳單人戲劇

時間最低長度5分鐘
- 最佳連續劇

最低集數要有20集，每年獲提名的通常是肥皂劇
- 最佳娛樂表演（並非綜藝節目）
- 最佳故事片

與紀錄片不同，該獎是頒給關於烹飪、生活、園藝等節目。
- 最佳紀錄片
- 事實專家獎

主要頒給歷史或自然科技的節目。
- 最佳新聞報導
- 最佳情境喜劇
- 最佳綜藝節目
- 最佳運動節目
- 先鋒獎

參賽者編寫出對電視台的批評建議，在由觀眾票選出最有意義的。
- YouTube上最受觀眾歡迎獎

2010年起新增的獎項。

### 現已取消的獎項
- 國際獎

1998年廢止，劃分為最佳紀錄片和事實專家獎。
- 最佳時事

2007年廢止，因為參賽者太少。由最佳新聞報導獎取代。

## 外部連結
- 英國電視學院獎的官方網站 （页面存档备份，存于）